# رویاهای شیرین (فیلم ۲۰۲۴)
رویاهای شیرین یک فیلم کمدی درام ورزشی آمریکایی است که در سال ۲۰۲۴ اکران شد، کارگردانی آن را لیجی سارکی بر عهده داشت. جانی ناکسویل در این فیلم نقش یک الکلی در حال بازپروری را بازی می‌کند که با سایر بیماران در مرکز ترک اعتیاد خود، یک تیم سافت‌بال تشکیل می‌دهد تا کلینیک را از فروش نجات دهد.